# Gamines (Breslau)
Pour les articles homonymes, voir Gamine.
Gamines est un tableau de la peintre impressionniste Louise Catherine Breslau réalisé en 1890.

## Description
Cette peinture à l'huile sur toile représente deux jeunes filles rêvant et se reposant dans un verger. La végétation est abondante et leur pose en robe de printemps est détendue. Elles occupent quasiment toute la largeur de la toile à l'exception d'une raquette de tennis abandonnée qui complémente le cadre idyllique.

## Histoire du tableau
Lorsque ce tableau est exposé pour la première fois au Salon du Champ de Mars, en 1893, le critique d'art du journal L'Éclair décrit l'œuvre comme étant la meilleure et le plus importante de Louise Breslau.
Propriété, à l'origine, de l'artiste Madeleine Zillhardt, compagne de la peintre, il est acheté par l’État français cette même année à l'initiative de Pierre Puvis de Chavannes, alors président de la Société nationale des Beaux-Arts, dont Louise Catherine Breslau est sociétaire.

## Analyse et interprétation de l'œuvre
Ce grand format (110x220) est iconique de l'œuvre de Louise Catherine Breslau et représente son travail alors qu'elle est au sommet de son art par le choix de couleurs claires d'influence impressionniste, s'inspirant des techniques du pastel du peintre Auguste Renoir, ou encore, selon certains, de l'univers de Botticelli.
C'est le premier tableau de l'artiste qui représente une amitié, non dénuée de sensualité, entre deux femmes.

## Conservation
Le tableau est conservé et exposé au Musée Comtadin-Duplessis, à Carpentras, en France, à la Bibliothèque Inguimbertine.
Une esquisse, officiellement nommée Deux jeunes filles près de l'eau malgré la note manuscrite de l'artiste l'intitulant Gamines, est conservée au département des arts graphiques du musée du Louvre, à Paris.

## Expositions
- 2016: Festival Normandie impressionniste, exposition Portraits de femmes, du 15 avril au 25 septembre 2016, Musée Alphonse-Georges-Poulain de Vernon[8];
- 2018: exposition À la recherche du style - 1850 à 1900. Musée national suisse de Zurich[14].
- 2023: exposition Maestras, du 31 octobre 2023 au 4 février 2024[15], Musée national Thyssen-Bornemisza de Madrid (titre de l'œuvre en espagnol : Jóvenes[16]).

Il est prévu que le tableau rejoigne l'exposition permanente du nouveau Musée de l'Inguimbertine de Carpentras, fermé au public depuis 2017, lors de sa réouverture après d'importants travaux en avril 2024.